# Mimosestes amicus
Mimosestes amicus är en skalbaggsart som först beskrevs av Horn 1873.  Mimosestes amicus ingår i släktet Mimosestes och familjen bladbaggar. Inga underarter finns listade i Catalogue of Life.